# Dorinda, Silvio e Linco
Dorinda, Silvio e Linco è un dipinto a olio su tela (224x291 cm) di Giovanni Francesco Barbieri, detto Guercino, databile al 1647, conservato presso la Gemäldegalerie Alte Meister di Dresda

## Storia
Il dipinto fu commissionato dal conte Alfonso di Novellara, come riferito da Carlo Cesare Malvasia. La caparra di 314 scudi e mezzo fu pagata il 16 gennaio 1647 e il saldo di 154 scudi fu pagato il 23 luglio successivo, come si evince dal Libro dei conti tenuto accuratamente dal fratello del Guercino, Paolo Antonio. Diverse testimonianze coeve, pubblicate da Giuseppe Campori, documentano la realizzazione dell'opera: una prima lettera, datata 1º ottobre 1646 e firmata da un frate cappuccino, attesta che il dipinto era già in corso d'esecuzione. Altre due lettere, inviate da Giovan Battista Tartaglioni, emissario del conte incaricato dei pagamenti, sono datate 16 gennaio 1647, in cui conferma che la caparra è stata pagata. Nell'ultima lettera, 4 agosto 1647 è notificato l'invio del quadro. Il dipinto compare in un inventario redatto nel 1728, dopo la morte del conte Filippo Gonzaga di Novellara. Successivamente, nel 1744, fu acquistato a Madrid da emissari di Federico Augusto, il Forte, elettore di Sassonia, come opera di Correggio. Tuttavia, già nell'inventario di Carlo Baja Gaurienti della Galleria di Dresda del 1747, il dipinto è correttamente attribuito a Guercino.
Jacopo Alessandro Calvi afferma di aver visto il quadro in una collezione bolognese nella seconda metà del XVIII secolo, ma probabilmente egli vide una copia, molto verosimilmente la stessa che fu vista anche da Denis Mahon nel 1949 a Roma nella collezione del Barone Zezza.

## Descrizione e stile
La scena rappresentata è tratta dal poema il Pastor Fido di Giovan Battista Guarini, composto fra 1580 e il 1583, e precisamente dall'episodio in cui Silvio, dopo avere colpito Dorinda per errore, le porge l'arco e la freccia affinché ella lo usi su di lui (atto IV, scena IX).
Dorinda, ferita al ventre da una freccia, è sorretta dal vecchio Linco, che ne osserva con preoccupazione le condizioni. La giovane, vestita con una tunica bianca e un mantello azzurro, mostra il volto pallido e reclinato, segno dell'imminente cedimento fisico. Sulla sinistra, inginocchiato e col capo coronato di foglie, Silvio — l'artefice involontario della ferita — impugna l'arco ancora teso, mentre si volge verso Dorinda con un'espressione carica di sgomento e rimorso. La composizione si sviluppa in diagonale da sinistra a destra, con l'azione emotiva che si concentra nella zona centrale. Lo sfondo presenta un paesaggio collinare dai toni chiari, con un cielo limpido e luminoso, che contrasta con la drammaticità della scena.
L'opera appartiene al periodo tardo della produzione di Guercino, in cui il pittore ha ormai abbandonato i vigorosi contrasti chiaroscurali e la pennellata corposa degli anni giovanili. Le figure si distinguono per la morbidezza dei passaggi cromatici, la delicatezza dei toni pastello e una generale tendenza alla semplificazione formale. La composizione è dominata da un equilibrio classico e da un'atmosfera elegiaca che privilegia la misura espressiva sulla drammaticità violenta.